# Boguis
Boguis ist ein Ort im Quarter (Distrikt) Gros Islet Im Osten des Inselstaates St. Lucia in der Karibik. 

## Geographie
Boguis ist ein abgelegener Ort im Osten von St. Lucia. Er gehört zum Bezirk Des Barras und liegt auf ca. 90 m Höhe bei Marquis oberhalb der Grand Anse im Osten. Es wird eine Einwohnerzahl von 585 Personen angegeben.